# Былков, Владимир Сергеевич
Владимир Сергеевич Былков (13 февраля 1938, Чита — 17 января 2004, Ростов-на-Дону) — советский и российский театральный режиссёр, педагог, народный артист России.

## Биография
Владимир Былков родился 13 февраля 1938 года в Чите. Работал актёром-кукловодом в Читинском областном театре кукол совместно с обучением в училище культуры, служил в ВМФ. Окончил Государственный театральный институт им. Луначарского (педагоги — А. Д. Попов, М. О. Кнебель), затем — высшие режиссёрские курсы при ГИТИСе у С. В. Образцова.
Работал главным режиссёром Северо-Осетинского театра кукол.
С 1969 года до конца жизни был главным режиссёром Ростовского театра кукол. За 35 лет работы в театре поставил более 150 спектаклей. 
Профессор, педагог Ростовского училища искусств и Ростовского филиала Санкт-Петербургского государственного университета культуры и искусств. Был членом Российского центра УНИМа.
Умер 17 января 2004 года в Ростове-на-Дону.

## Награды и премии
- Заслуженный деятель искусств РСФСР (17.08.1982).
- Народный артист России (08.05.1992) - за большие заслуги в области театрального искусства[1]
- Почётный знак «Отличник Министерства культуры СССР».
- Медаль «За доблестный труд»
- Медаль ордена «За заслуги перед Отечеством» II степени (26.01.1999).
- Золотая и серебряная медаль А. Д. Попова.
- Диплом и памятный знак им. народного артиста СССР П. Г. Лободы.

## Работы в театре
- «Иван-Царевич и Серый Волк» Е. Надеждиной-Еленевской
- «Орлёнок»
- «Иван — крестьянский сын» Б. Сударушкина
- «По щучьему велению» Е. Тараховской
- «Жеребёнок» по М. Шолохову
- «Цирк Принтипрам» Н. Гернет по Д. Хармсу
- «Сказки Тихого Дона» П. Лебеденко
- «Каштанка» А. Чехова
- «Колобок» Е. Патрика
- «Клоп»
- «Божественная комедия»
- «Чёртова мельница»
- «Влюблённые боги»
- «Муха-Цокотуха» Корней Чуковский
- «Волшебная лампа Аладдина» Н. Гернет

## Память
- С 2011 года Ростовский государственный театр кукол носит имя Владимира Былкова[2].